# Memphis Minnie
Lizzie Douglas, coneguda com a Memphis Minnie (Algiers, Louisiana, 3 de juny de 1897 – Memphis, Tennessee, 6 d'agost de 1973) fou una cantant, guitarrista i compositora de blues que desenvolupà la seva carrera musical entre 1920 i 1950. Durant aquests anys, gravà al voltant de 200 cançons fins a la seva retirada forçada per motius de salut. Entre els seus temes més famosos estan "Bumble Bee", "Hoodoo Lady" i "When The Levee Breaks", popularitzada per Led Zeppelin al seu quart àlbum.
Douglas fou la més gran de 13 germans. Abans dels deu anys li van regalar la seva primera guitarra que va aprendre a tocar, junt amb el banjo. La seva família s'havia mogut poc abans a Walls, Mississipi, la qual cosa li facilità escapar-se, als tretze anys cap a Memphis, per tocar als carrers de Beale Street, sota el nom de Kid Douglas. Com a tal, va recórrer cantant i tocant el sud dels Estats Units amb una companyia ambulant.
Durant la dècada dels anys 20 Douglas torna a Memphis on guanya certa popularitat, no només per ser una de les poques dones guitarristes fins l'època, sinó també pel seu fort caràcter en un món eminentment másculí. El 1929 es casa amb el seu segon marit el guitarrista Kansas Joe McCoy, que també esdevé el seu company musical, i amb el que graven per Columbia diversos discos. Amb Kansas Joe es muden a Chicago, on en poc temps es fan populars dins de l'escena de blues. La popularitat creixent de Douglas no satisfà al seu marit; la relació es deteriora i es divorcien el 1935. Continua la seva prolífica producció musical per diferents segells, primer en solitari, i després amb el seu tercer marit Little Son Joe, amb qui resta fins al final.
A mitjans dels cinquanta, la salut d'ambdós es degrada bastant i tornen a Memphis, on segueix tocant amb menys freqüència i participant en programes de radio com a figura influent. Finalment el seu marit mor, cosa que acaba afectant la seva salut encara més, i acaba els seus dies en un asil, rebent visites esporàdiques d'admiradors.
El 1980, inclouen a Memphis Minnie al Blues Hall of Fame.